# 林錦棠 (足球員)
林錦棠（英語：Lam Kam Tong，?年—?年），是一名已退役香港足球運動員，活躍於1950至1960年代，司職前鋒。

## 簡歷
林錦堂於南華乙組會出道，1954年加盟九巴，效力多年，足球以外，他於九巴公司負責站務工作。至1960年轉投東華。

## 國際賽生涯
林錦棠曾代表香港足球代表隊出席多項洲際比賽。1956年，隨香港以東道主身份參加首屆亞洲盃足球賽決賽周。1958年，代表香港出戰東京亞運會足球賽。